# Scott Henderson
Scott Henderson (ur. 26 sierpnia 1954 w West Palm Beach) – amerykański gitarzysta bluesowy, najbardziej znany ze współpracy z zespołem Tribal Tech.

## Młodość i początek kariery
Urodził się w West Palm Beach, w stanie Floryda (USA). Scott zaczął grać na gitarze już w młodym wieku. Jego lata muzyczne, które kształtowały jego zainteresowania zostały spędzone na słuchaniu rocka, bluesa, muzyki funky i soul, podczas gdy jego zainteresowanie jazzem rozrosło się później, dzięki muzyce Johna Coltrane'a, Milesa Davisa i innych. Nadal wyznaje bycie bluesowym graczem w sercu.
Po ukończeniu Florydzkiego Uniwersytetu Atlantyckiego, Henderson przeniósł się do Los Angeles i rozpoczął karierę na poważnie, grając rocka z Twilight – czteroczęściowym zespołem muzycznym, grającym piosenki skomponowane i wcześniej znane z występów innych grup lub solistów wraz z Alice Long na basie i wokalu. Wkrótce Henderson nagrywał ze skrzypkiem Jeanem-Lukiem Pontym i basistą Jeffem Berlinem. Henderson po raz pierwszy zaczął uważać się za oryginalnego gitarzystę Chick Corea Elektric Band razem z Carlosem Riosem, ale pozostał w zespole tylko sześć miesięcy, po czym powstały nieporozumienia.

## Tribal Tech
Henderson utworzył zespół Tribal Tech z basistą Garym Willisem w 1984 roku. Pod kierunkiem Hendersona i Willisa Tribal Tech stał się jednym z najbardziej cenionych zespołów fuzyjnych 1980 roku. Artysta koncertował i nagrywał wraz z zespołem aż do ich rozpadu po albumie Rocket Science w 2000 roku. W 1991 roku został nazwany „# 1 Jazz Guitarist” przez magazyn Guitar World, a w styczniu 1992 roku został uznany za najlepszego gitarzystę jazzowego w plebiscycie „Guitar Player Magazine”.

## Najnowsze nagrania
Henderson wrócił do swoich bluesowych korzeni, wydając płytę „Dog Party” w 1994 roku i „Tore Down House” w 1997 roku. Nagrywał „Well To The Bone” (2003) wraz z basistą Johnem Humphreyem i perkusistą Kirkiem Covingtonem z Shrapnel Records. Jego ostatnie solowe wydanie to „Scott Henderson Live” (2005, Shrapnel), a jego twórczość przeniosła się później na muzykę funky/jazz fusion.
Wielokrotnie podkreślał, że cieszy się graniem w zespołach, które nie mają graczy klawiszowych, ponieważ pozwala to na lepsze rozwijanie i poznawanie pełnego potencjału gitary, jako instrumentu.
Henderson jest również członkiem supergrupy fuzja Vital Tech Tones z Victorem Wootenem i Steve'em Smithem, która wydała dwie płyty od 2006 r.
Henderson, ponownie z Shrapnel Records, wydał album październikowy z udziałem basisty Jeffa Berlina i perkusisty Dennisa Chambersa. Pojechali w trasę koncertową, prezentując projekt w różnych krajach.
Henderson wykłada w Gitarowym Instytucie Technologii, który jest częścią Instytutu Muzyków w Hollywood. Wydał dwa filmy instruktażowe na gitarze.

## Dyskografia
Solo:
- Dog Party (1994)
- Tore Down House (1997)
- Well to the Bone (2002)
- Live! (2005)
- Vibe Station (2015)

Z Tribal Tech:
- Spears (1985)
- Dr. Hee (1987)
- Normad (1990)
- Tribal Tech (1991)
- Illicit (1992)
- Face First (1993)
- Reality Check (1995)
- Thick (1999
- Rocket Science (2000)
- X (2011)

Z Vital Tech Tones:
- Vital Tech Tones (1998)
- VTT2 (2000)

Kompilacje:
- Tribal Tech: Primal Tracks (1994)
- Solo Albums: Collection (2007)

Inne:
- Fables (Jean-Luc Ponty – 1985)
- Champion ( Jeff Berlin – 1985)
- The Chick Corea Elektric Band ( Chick Corea Elektric Band – 1986)
- Players ( Jeff Berlin z T Lavitz i Steve Smith – 1987)
- The Immigrants (Zawinul Syndicate – 1989)
- Black Water (Zawinul Syndicate – 1989)
- Forbidden Zone (Tom Coster – 1994)
- Blue Mesa (Riccardo Ballerini – 1995)
- I've Known Rivers (Billy Childs – 1995)
- Just Add Water (Virgil Donati – 1997)
- Crossroads (Jeff Berlin – 1999)
- Manic Voodoo Lady (Elvis Schoenberg i the Orchestre Surreal – 2009)
- Stories by the Bridge (Alberto Milani – 2011)
- HBC (Jeff Berlin i Dennis Chambers – 2012)